# Sougères-en-Puisaye
Sougères-en-Puisaye és un municipi francès, situat al departament del Yonne i a la regió de Borgonya - Franc Comtat. L'any 2019 tenia 33163 habitants.

## Demografia
El 2007 la població de fet de Sougères-en-Puisaye era de 343 persones. Hi havia 172 famílies, de les quals 60 eren unipersonals. Hi havia 292 habitatges, 170 eren habitatges principals, 106 segones residències i 16 desocupats. Tots els 291 habitatges eren cases.
La població ha evolucionat segons el següent gràfic:

## Economia
El 2007 la població en edat de treballar era de 168 persones, 115 eren actives i 53 eren inactives.
L'any 2000 hi havia 23 explotacions agrícoles que conreaven un total de 1.520 hectàrees.
El 2009 hi havia una escola elemental integrada dins d'un grup escolar amb les comunes properes formant una escola dispersa.